# Semenovia heterodonta
Semenovia heterodonta là một loài thực vật có hoa trong họ Hoa tán. Loài này được Manden. miêu tả khoa học đầu tiên.